# Alkenyl

Vinylchlorid, obsahuje ethenylovou (vinylovou) skupinu.

Alkenyl je uhlovodíkový zbytek, jednovazebný radikál obsahující jen uhlíkové a vodíkové atomy uspořádané do řetězce. Uhlíkové atomy v alkylu jsou spojeny jen jednoduchými a dvojnými vazbami. Alkenyly tvoří homologické řady s obecným vzorcem CnH2n-1. Mezi příklady je možno uvést ethenyl (vinyl), CH2=CH- (odvozený z ethylenu (ethenu)) a allyl (prop-2-en-1-yl) CH2=CH-CH2- (odvozený z propenu (propylenu)). Obvykle se nevyskytují samostatně, ale jako části rozvětvenějších řetězců organických molekul. Samostatně jde o volné radikály, které jsou extrémně reaktivní.

## Ostatní jednovazebné uhlovodíkové radikály
Odtržením jednoho atomu vodíku z molekuly alkanu vznikne alkanyl (zkráceně alkyl) (např. methyl nebo ethyl), z alkynu takto vznikne alkynyl, názvy radikálů cyklických uhlovodíků se od názvů alifatických uhlovodíků odvodí přidáním předpony cyklo-.
Radikál takto odvozený od benzenu se nazývá fenyl, radikál odvozený od toluenu má dvojí název - pokud vychází volná vazba z benzenového jádra, jde o tolyl, pokud vychází z methylové skupiny, jde o benzyl. Od naftalenu je obdobně odvozen naftyl.